# Ordoño I
Ordoño I (ur. w 831, zm. w 866) – król Asturii w latach 850–866. W czasie swego panowania prowadził politykę kolonizacji doliny rzeki Duero – między innymi miasta Tui i Astorga w 854 roku. Największym jego sukcesem miało być pokonanie arabskiego gubernatora Saragossy w bitwie pod Clavijo w 844 roku, w której Hiszpanów miał wspomagać święty Jakub na koniu. Autentyczność bitwy, jest jednak obecnie podawana w wątpliwość.